# 49è Festival Internacional de Cinema de Berlín
El 49è Festival Internacional de Cinema de Berlín va tenir lloc entre el 10 i el 21 de febrer de 1999. El festival va obrir amb Aimée & Jaguar de Max Färberböck. L'Os d'Or fou atorgat a la pel·lícula canadenco-estatunidenca The Thin Red Line dirigida per Terrence Malick.
Al festival es va mostrar una retrospectiva dedicada a director de teatre i cinema austríaco-estatunidenc Otto Preminger. Una versió en 70 mm del musical de Preminger Porgy and Bess va clausurar el festival.

## Jurat

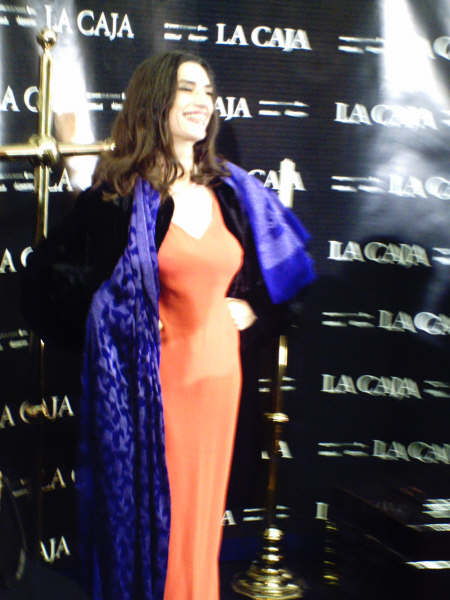
Ángela Molina, president del jurat

Les següents persones foren nomenades com a membres del jurat:
- Ángela Molina (president)
- Ken Adam
- Paulo Branco
- Assí Dayan
- Pierre-Henri Deleau
- Katja von Garnier
- Hellmuth Karasek
- Jeroen Krabbé
- Michelle Yeoh

## Pel·lícules en competició
Les següents pel·lícules van competir per l'Os d'Or i per l'Os de Plata:
| Títol original           | Director(s)          | País                                               |
| ------------------------ | -------------------- | -------------------------------------------------- |
| 8mm                      | Joel Schumacher      | Estats Units, Alemanya                             |
| Aimée & Jaguar           | Max Färberböck       | Alemanya                                           |
| Au coeur du mensonge     | Claude Chabrol       | França                                             |
| Breakfast of Champions   | Alan Rudolph         | Estats Units                                       |
| Ça commence aujourd'hui  | Bertrand Tavernier   | França                                             |
| Cookie's Fortune         | Robert Altman        | Estats Units                                       |
| Emporte-moi              | Léa Pool             | Suïssa, Canadà, França                             |
| Entre las piernas        | Manuel Gómez Pereira | Espanya, França                                    |
| eXistenZ                 | David Cronenberg     | Canadà, Regne Unit, França                         |
| Glória                   | Manuela Viegas       | Portugal, França, Espanya                          |
| Güneşe Yolculuk          | Yeşim Ustaoğlu       | Turquia, Països Baixos, Alemanya                   |
| The Hi-Lo Country        | Stephen Frears       | Estats Units, Regne Unit, Alemanya                 |
| Karnaval                 | Thomas Vincent       | França, Alemanya, Bèlgica, Suïssa                  |
| 39 keihō dai sanjūkyū jō | Yoshimitsu Morita    | Japó                                               |
| Mifune                   | Søren Kragh-Jacobsen | Dinamarca, Suècia                                  |
| Nachtgestalten           | Andreas Dresen       | Alemanya                                           |
| La niña de tus ojos      | Fernando Trueba      | Espanya                                            |
| Playing by Heart         | Willard Carroll      | Estats Units, Regne Unit                           |
| Qian yan wan yu          | Ann Hui              | Hong Kong, R.P. de la Xina                         |
| Shakespeare in Love      | John Madden          | Estats Units, Regne Unit                           |
| Simon Magus              | Ben Hopkins          | Estats Units, Regne Unit, França, Alemanya, Itàlia |
| The Thin Red Line        | Terrence Malick      | Canadà, Estats Units                               |
| Three Seasons            | Tony Bui             | Estats Units, Vietnam                              |
| Kesher Ir                | Jonathan Sagall      | Israel                                             |

## Premis

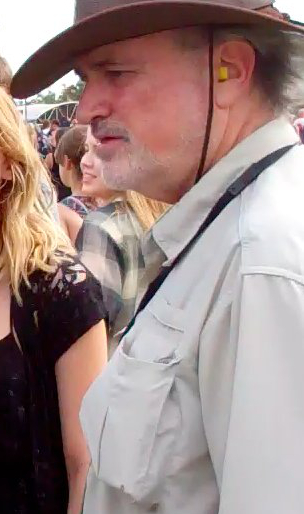
Terrence Malick, guanyador de l'Os d'Or al festival

El jurat va atorgar els següents premis:
- Os d'Or: The Thin Red Line de Terrence Malick
- Os de Plata - Premi Especial del Jurat: Mifune de Søren Kragh-Jacobsen
- Os de Plata a la millor direcció: Stephen Frears per The Hi-Lo Country
- Os de Plata a la millor interpretació femenina: Maria Schrader i Juliane Köhler per Aimée & Jaguar
- Os de Plata a la millor interpretació masculina: Michael Gwisdek per Nachtgestalten
- Os de Plata per un èxit únic excepcional: Marc Norman i Tom Stoppard per Shakespeare in Love
- Os de Plata per una contribució artística excepcional: David Cronenberg per eXistenZ
- Menció honorífica:
  - Iben Hjejle per Mifune
  - Ça commence aujourd'hui
  - John Toll per The Thin Red Line
- Premi Alfred Bauer: Karnaval de Thomas Vincent
- Premi Blaue Engel: Güneşe Yolculuk de Yeşim Ustaoğlu
- Os d'Or Honorífic: Shirley MacLaine
- Berlinale Camera:
  - Armen Medvedjev
  - Meryl Streep
  - Robert Rodriguez
- Premi FIPRESCI
  - Ça commence aujourd'hui de Bertrand Tavernier